# Жемчуг (село)
Же́мчуг (бур. Жэмhэг) — улус в Тункинском районе Бурятии. Административный центр сельского поселения «Жемчуг».

## География
Расположено в Тункинской долине, на 95-м километре Тункинского тракта, в 23 км восточнее райцентра — села Кырен.

## История
В XIX и в начале XX века на месте нынешнего села Жемчуг было расположено несколько улусов — Жэмhэг, Нурай, Хабарнуты, Бог-Горхон, Тутхул, Хэлтэгэй, Улан-Горхон. 
В 1918 году вблизи этих улусов белоказаки расправились с красными партизанами из отряда Нестора Каландаришвили.
В 1920 году, после вступления частей Красной Армии на территорию современного Тункинского района, в этих улусах была восстановлена Советская власть.
В 1927—1928 гг. в улусе Жэмhэг была образована коммуна «Арадай хубисхал». В 1930 году в улусе Нурай создана промысловая артель им. Сталина. В том же году в улусе Бог-Горхон возникла сельхозартель «Сибкомсомол». В 1931 году в улусе Тутхул образована артель им. Будённого, в улусе Хэлтэгэй — артель им. Фрунзе. В 1932 году все эти артели были объединены в колхозы имени Ворошилова и «Путь Ленина».
В годы Великой Отечественной войны из этих улусов на фронт было призвано более 100 человек, 74 из них погибли в боях.
8 декабря 1959 года был образован совхоз «Саянский», объединивший два колхоза. Центральной усадьбой совхоза стал улус Бог-Горхон, где располагался сельский совет.
В 1960-х годах, при строительстве автомобильной дороги, проставили названия, после которого улус Бог-Горхон стал именоваться Жемчугом.

## Население
| 2002 | 2010  |
| ---- | ----- |
| 1385 | ↘1138 |

## Инфраструктура и культура

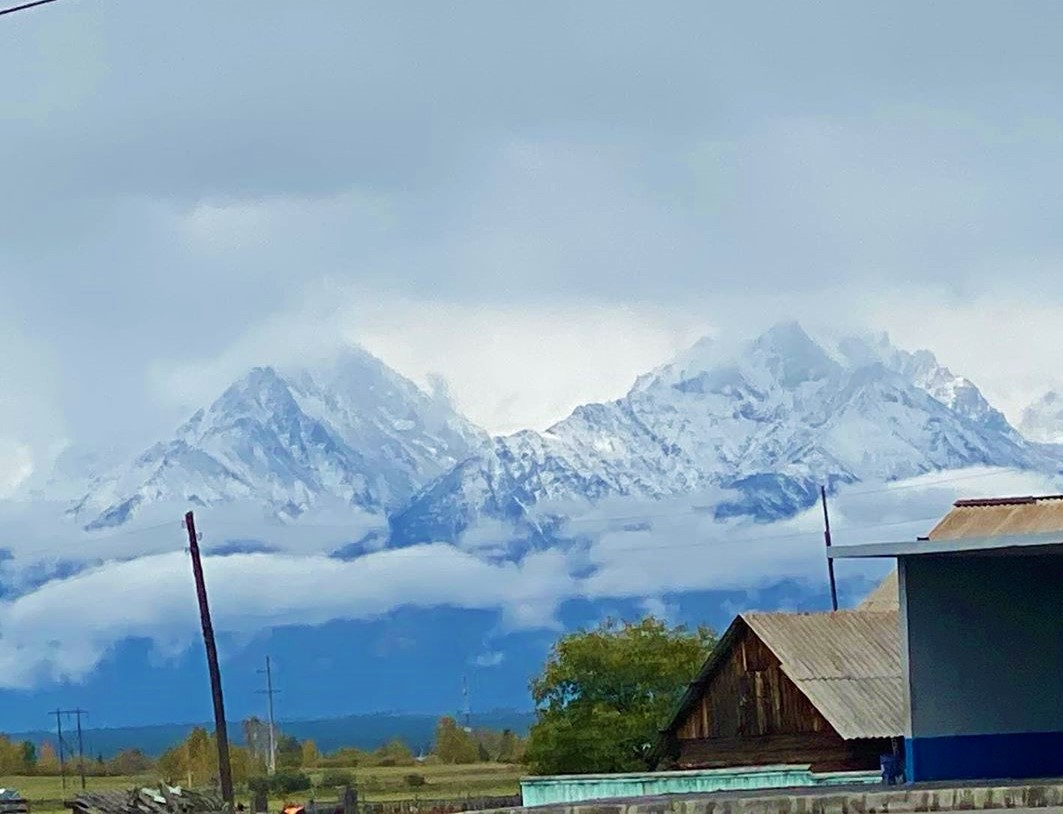
Окрестности возле улуса Жемчуг

Администрация сельского поселения, средняя общеобразовательная школа, детский сад, врачебная амбулатория, Дом культуры, библиотека, Жемчугский музей буддизма, истории и краеведения, народный фольклорный ансамбль «Жэмhэг».

## Известные люди
- Алсыев, Майсан Арданович  (1879—1961) — народный сказитель
- Доржо Хапхаранов — кавалер ордена «Трудового Красного Знамени»
- Саганов, Владимир Бизьяевич (1936—1999) — в 1960-х годах был директором совхоза «Саянский». Председатель Совета Министров Бурятской АССР (1977—1987), Председатель Совета Министров Республики Бурятия (1990—1994), депутат Верховного Совета РСФСР 10-го и 11-го созывов , Чрезвычайный и Полномочный Посланник СССР.